# Szabadság, szerelem (film, 2006)
A Szabadság, szerelem Vajna András és Joe Eszterhas nevével fémjelzett, 2006-ban készült magyar film az 1956-os forradalom eseményeiről. A címet Petőfi Sándor ars poeticájából („költői hitvallás”) vették, ami így hangzik:
Szabadság, szerelem!
E kettő kell nekem.
Szerelmemért föláldozom
Az életet,
Szabadságért föláldozom
Szerelmemet.

## Történet

### Összefoglaló
A film az eseményeket az ugyanebben az időben zajló melbourne-i olimpián versenyző magyar vízilabda-válogatott sorsán keresztül mutatja be.
1956-ban Magyarország csupán egy kis csatlósállam a szovjet blokkban, de nagyhatalom is: vízilabda válogatottja verhetetlen. A pólós srácok a vasfüggöny mögött is az élet császárainak érzik magukat: élvezik a sikert, a lányok rajongását, magabiztosak és összetartók. Eddig egyetlenegyszer veszítettek: 1955-ben, amikor egy moszkvai mérkőzésen a bíró nem engedte őket győzni. Mindannyian visszavágásra, az 1956. novemberi melbourne-i nyári olimpiára készülnek. De a történelem alaposan összekavarja a terveiket. Budapesten kitör a forradalom. A csapat fiatal sztárja, Karcsi és barátja, Tibi belekeveredik az utcai eseményekbe. Eleinte csak a kalandot keresik. Karcsinak megakad a szeme egy harcias műegyetemista lányon, Falk Viktórián, és a nyomában járva eljut a forradalom legfontosabb színtereire: ott van a Kossuth téren, majd a Rádió ostrománál is. Ez már nem játék. A forradalom magával sodorja őt. Az edzésnél, a sportsikernél már fontosabbnak tartja, hogy az igazság oldalán harcolhasson. Kénytelen elárulni csapatát, de új, hű társakat talál: a pesti utca hőseit; és ami a legfontosabb számára, Vikit.
Október végén a forradalmárok azt hiszik, harcuk és áldozataik nem voltak hiábavalók, ezért a lány rábeszéli Karcsit, hogy utazzon mégis a többiekkel, képviselje az olimpián az új Magyarországot. Mire rájön, hogy a forradalom kudarcra van ítélve, már nem tud visszafordulni. Kénytelen sorsára hagyni szerelmét, és ha már nem harcolhat, teszi, amihez a legjobban ért: a medencében szerez dicsőséget a hazájának. Így kerül sor 1956. december 6-án az elődöntőre. Otthon T–34-esek rombolják le a barikádokat, itt a magyar vízilabdások néznek szembe a szovjetekkel. Karcsi és csapattársai most megmutathatják a világnak, hogy ez a kicsiny nép nem hagyja magát legyőzni. Ugyanakkor zajlott az olimpia, mint amikor itthon kitört, majd elbukott a forradalom.

## Szereplők
- Szabó Károly – Fenyő Iván
- Falk Viktória – Dobó Kata
- Vámos Tibor – Csányi Sándor
- Hanák Eszter – Szávai Viktória
- Telki edző – Gesztesi Károly
- Karcsi anyja – Bánsági Ildikó
- Karcsi nagyapja – Jordán Tamás
- Gál János – Huszár Zsolt
- Ács Imre – Keresztes Tamás
- Feri bácsi – Haumann Péter
- ÁVH-s tiszt – Dózsa Zoltán
- Fazekas Sándor – Kolovratnik Krisztián
- Józsi – Gábori Dániel
- Abonyi Gyula (Báró) – Simon Kornél
- Kardos Márton – Marton Róbert
- Egyetemista – Füzi János

## Televíziós megjelenések
HBO, RTL Klub, TV2, M1, M2, Film+ 2

## Nézettség
A nézettségi adatok szerint 523 280 jegyet adtak el rá, ezzel az ötödik legnézettebb magyar film a rendszerváltás óta. Egy kevésbé hiteles alternatív forrás szerint a nézőszám 544 235 volt.

### Cikkek
- Szabadságtól a Szerelemig – a legfontosabb 1956-os filmek ([origo] filmklub)
- Befejeződött a Szabadság, szerelem forgatása (SG.hu)
- Már a mozikban a Szabadság, szerelem első képkockái (est.hu)
- Angol felirattal is vetítik a SzaSze-t (Index.hu, 2006. október 31.)